# Robert Olleris
Pierre-Armand-Marie-Robert Olleris (* 8. Januar 1890 in Alençon, Département Orne; † 6. Mai 1957 in Maringues, Département Puy-de-Dôme) war ein französischer Offizier und zuletzt Generalleutnant (Général de corps d’armée), der unter anderem zwischen 1945 und 1949 Kommandeur verschiedener Militärregionen war.

## Leben
Pierre-Armand-Marie-Robert Olleris, Sohn von Brigadegeneral Léon Georges Marie Olleris (1857–1928) und dessen Ehefrau Marguerite Alice Boudet, absolvierte eine Offiziersausbildung an der Militärschule Saint-Cyr (École spéciale militaire de Saint-Cyr) und wurde nach deren Abschluss am 10. Juli 1913 zum Unterleutnant (Sous-Lieutenant) befördert. Er fand anschließend zahlreiche Verwendungen als Offizier und versah unter anderem Dienst im 12. Husarenregiment (12e régiment de hussards). Während des Ersten Weltkrieges wurde er am 1. Oktober 1914 zum Leutnant (Lieutenant 2e Classe) sowie am 6. Juni 1916 zum Hauptmann (Capitaine) befördert. Nach einem Einsatz im Stab der 36. Infanteriedivision (36e division d’infanterie) und im 11. Kürassierregiment (11e régiment de cuirassiers) erfolgte eine Abordnung zur französischen Militärmission in der Tschechoslowakei, wo er für seine Verdienste per Dekret vom 2. August 1920 zum Ritter der Ehrenlegion berufen wurde.
Danach fand Olleris in der Zwischenkriegszeit weitere Verwendungen im Stab der Kriegshochschule (École Supérieure de Guerre) sowie des VIII. Armeekorps (8e corps d’armée) und wurde nach seiner Beförderung zum Major (Chef d’escadron) am 25. September 1931 zum 1. Spahi-Regiment (1er régiment de spahis algériens) nach Französisch-Algerien versetzt. Dort war er anschließend zwischen dem 6. November 1935 und dem 10. Dezember 1939 Chef des Militärkabinetts des Generalgouverneurs von Algerien, Georges Le Beau. In dieser Verwendung erfolgte am 24. Juni 1937 seine Beförderung zum Oberstleutnant (Lieutenant-colonel) sowie durch Dekret vom 13. Dezember 1938 die Ernennung zum Offizier der Ehrenlegion. Nach seiner Rückkehr wurde er zu Beginn des Zweiten Weltkriegs zum Kavalleriekorps (Corps de cavalerie) versetzt und war zunächst zwischen dem 10. Dezember 1939 und dem 2. April 1940 Chef des dortigen 3. Büros beziehungsweise anschließend vom 2. April bis zum 31. Juli 1940 Chef des Stabes des Kavalleriekorps, wobei er in dieser Verwendung am 25. Juni 1940 seine Beförderung zum Oberst (Colonel) erhielt.
Nach dem Waffenstillstand von Compiègne am 22. Juni 1940 war Oberst Robert Olleris vom 31. Juli bis zum 30. August 1940 zunächst Kommandeur des 14. Dragonerregiments (14e régiment de dragons) sowie daraufhin zwischen dem 30. August 1940 und dem 20. November 1941 Kommandeur des 8. Dragonerregiments (8e régiment de dragons). Nachdem er zwischen dem 20. November 1941 und dem 15. Januar 1942 Kommandeur der 1. Algerischen Kavalleriebrigade war, fungierte er vom 15. Januar bis zum 1. Dezember 1942 als stellvertretender Chef des Stabes des Heeres (État-Major des armées). Er wurde am 20. Februar 1942 zum Brigadegeneral (Général de brigade) befördert und war daraufhin vom 1. Dezember 1942 bis zum 28. Januar 1943 beurlaubt. Nachdem er sich den Freien Französischen Streitkräften FFL (Forces françaises libres) unter General Charles de Gaulle angeschlossen hatte, fungierte er zwischen dem 31. Januar und dem 9. Juni 1943 als Chef des Stabes der Organisation Métopolitaine de l’Armée. Er wurde am 9. Juni 1943 von der deutschen Besatzungsmacht verhaftet und befand sich zunächst im KZ Natzweiler-Struthof sowie zuletzt bis zu seiner Befreiung am 23. April 1945 im KZ Flossenbürg.
Nach seiner Rückkehr war Olleris bis zum 1. August 1945 beurlaubt, wurde aber in dieser Zeit am 25. Juni 1945 zum Generalmajor (Général de division) befördert. Er übernahm am 1. August 1945 den Posten als Kommandeur der 8. Militärregion (8e Région militaire), die sich zunächst noch in Bourges und im Zuge der Verringerung der Anzahl der Militärregionen am 18. Februar 1946 in Lyon befand. Für seine Verdienste erfolgte zudem per Dekret vom 7. November 1945 seine Ernennung zum Kommandeur der Ehrenlegion. Er fungierte zwischen dem 16. April 1946 und dem 3. Juli 1947 als Kommandeur der 9. Militärregion in Marseille sowie im Anschluss vom 3. Juli 1947 bis zum 6. Januar 1949 als Kommandeur der 10. Militärregion in Algier. Per Dekret vom 27. Oktober 1948 wurde er schließlich zum Großoffizier der Ehrenlegion ernannt. Am 6. Januar 1949 trat er bei gleichzeitiger Beförderung zum Generalleutnant (Général de corps d'armée) in den Ruhestand.